# Disney Wish
Die Disney Wish ist ein 2022 in Dienst gestelltes Kreuzfahrtschiff der US-amerikanischen Reederei Disney Cruise Line und das namensgebende Typschiff der aus fünf geplanten Einheiten bestehenden Wish-Klasse (ursprünglich Triton-Klasse). Im Dezember 2024 wurde ihre erstes Schwesterschiff die Disney Treasure in Dienst gestellt. Im November 2025 folgt die Disney Destiny. 2 weitere Schwesterschiffe folgen 2027 und 2028. Das Schwesterschiff aus 2028 wird der Oriental Land Company und der Disney Cruise Line gehören.

## Geschichte

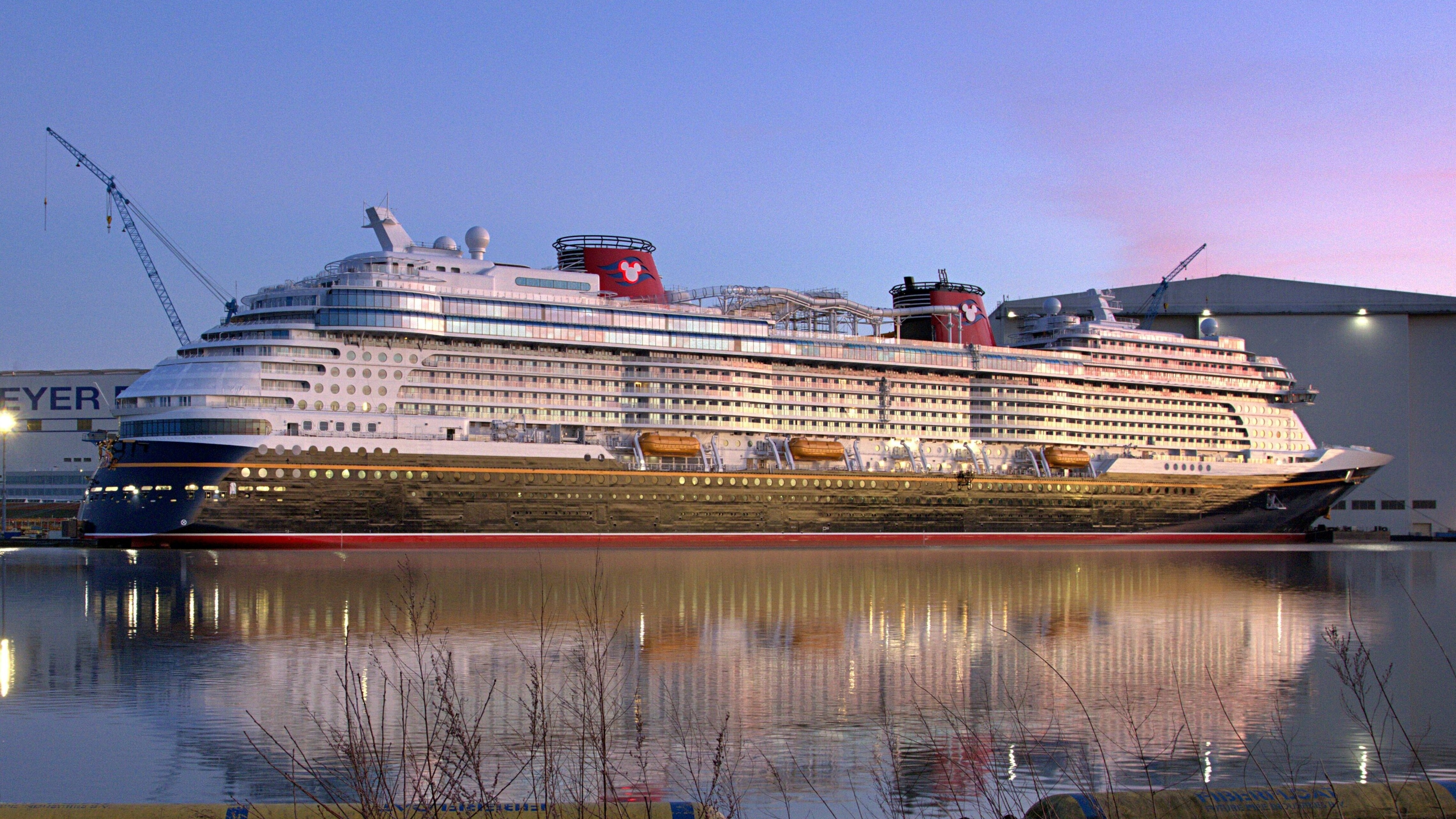
Die Disney Wish im Februar 2022 auf der Meyer Werft

Die Walt Disney Company gab im März 2016 zwei Schiffe mit geplanter Ablieferung in den Jahren 2021 und 2023 in Auftrag, die spätere Disney Wish sowie die spätere Disney Treasure. Die Disney Wish wurde am 8. April 2021 unter der Baunummer S.705 in der Meyer Werft in Papenburg auf Kiel gelegt und am 11. Februar 2022 ausgedockt. Eine zwischenzeitlich ausgedockte Sektion wurde zur Fertigstellung am 10. Juli 2021 wieder eingedockt. Am 30./31. März 2022 wurde das Schiff mit Unterstützung des Emssperrwerks nach Eemshaven überführt. Nach der um sechs Wochen verzögerten Ablieferung am 9. Juni 2022, Hintergrund waren gestörte Lieferketten aufgrund der Verbreitung der Omikron-Variante des Coronavirus, erfolgte am 14. Juli die Indienststellung des Schiffes mit einer fünftägigen Reise zu den Bahamas. Zuvor war die Disney Wish am 29. Juni von Kindern im Namen der Make-A-Wish-Foundation getauft worden.

## Ausstattung
Wie alle Schiffe der Disney Cruise Line sind auch die Räumlichkeiten der Disney Wish an bekannte Figuren und Filme der Walt Disney Company benannt und dementsprechend eingerichtet. Maskottchen des Schiffes ist Captain Minnie. Das Atrium der Disney Wish hat Cinderella als Motto, am Heck des Schiffes befindet sich eine Figur von Rapunzel.
Neben den bekannten Figuren aus dem Disney-Universum finden sich an Bord auch Räumlichkeiten und Attraktionen, die Figuren oder Filme aus dem Marvel Cinematic Universe, Star Wars oder Pixar als Thema haben. An Deck des Schiffes befindet sich mit der Wasserbahn AquaMouse das erste Disney-Fahrgeschäft auf See.
Wie schon bei den anderen Schiffen der Disney Cruise Line kann auch die Disney Wish mit ihrem Schiffshorn mehrere Melodien spielen. Zu den Stücken gehören: A Dream Is a Wish Your Heart Makes aus Cinderella, Be Our Guest aus Die Schöne und das Biest, When You Wish upon a Star aus Pinocchio, We Don’t Talk About Bruno aus Encanto, Do You Want to Build a Snowman? aus Die Eiskönigin – Völlig unverfroren sowie die Titelmelodien von It’s a Small World und Star Wars.
Als erstes Schiff der Disney Cruise Line kann das Schiff mit Flüssigerdgas angetrieben werden.